# 16395 Ioannpravednyj
16395 Ioannpravednyj este un asteroid din centura principală de asteroizi.

## Descriere
16395 Ioannpravednyj este un asteroid din centura principală de asteroizi. A fost descoperit pe 23 octombrie 1981 la Observatorul de Astrofizică din Crimeea de Liudmila Cernîh. Asteroidul prezintă o orbită caracterizată de o semiaxă mare de 2,45 ua, o excentricitate de 0,14 și o înclinație de 2,6° în raport cu ecliptica.